# Großsteingrab Geel Skov 4
Das Großsteingrab Geel Skov 4 ist eine megalithische Grabanlage der jungsteinzeitlichen Nordgruppe der Trichterbecherkultur im Kirchspiel Søllerød in der dänischen Kommune Rudersdal.

## Lage
Das Grab liegt südlich von Holte in der Mitte des Waldgebiets Geel Skov. In der näheren Umgebung gibt es mehrere weitere megalithische Grabanlagen.

## Forschungsgeschichte
Im Jahr 1983 führten Mitarbeiter des Dänischen Nationalmuseums eine Dokumentation der Fundstelle durch.

## Beschreibung
Die Anlage besitzt eine runde Hügelschüttung mit einem Durchmesser von 13 m und einer erhaltenen Höhe von 0,6 m. Auf dem Hügel liegen mehrere Steine, die zur Umfassung und/oder der Grabkammer gehören könnten.